# Calathea warscewiczii
Calathea warscewiczii là một loài thực vật có hoa trong họ Marantaceae. Loài này được (L. Mathieu ex Planch.) Planch. & Linden mô tả khoa học đầu tiên năm 1855.

## Hình ảnh

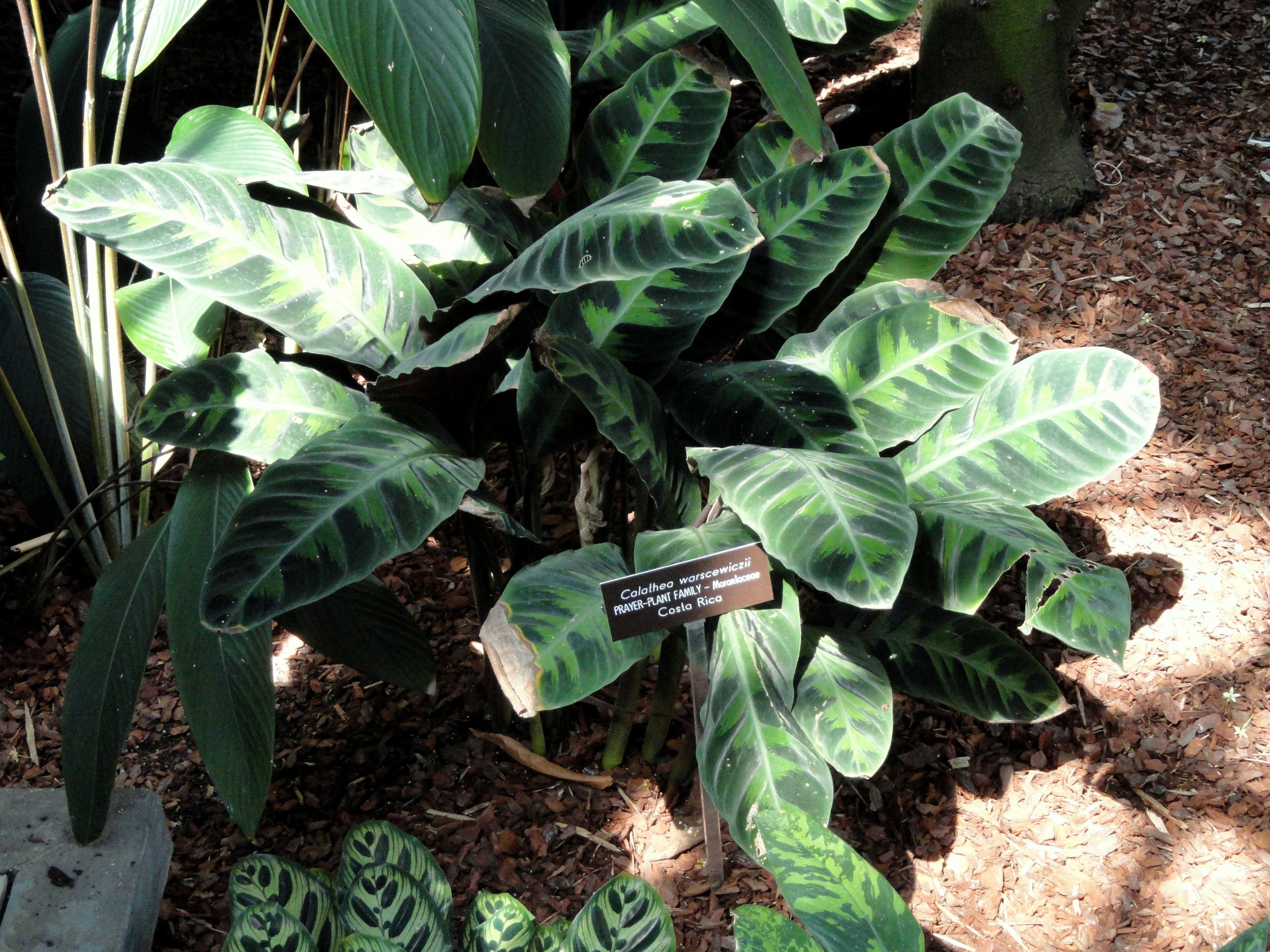
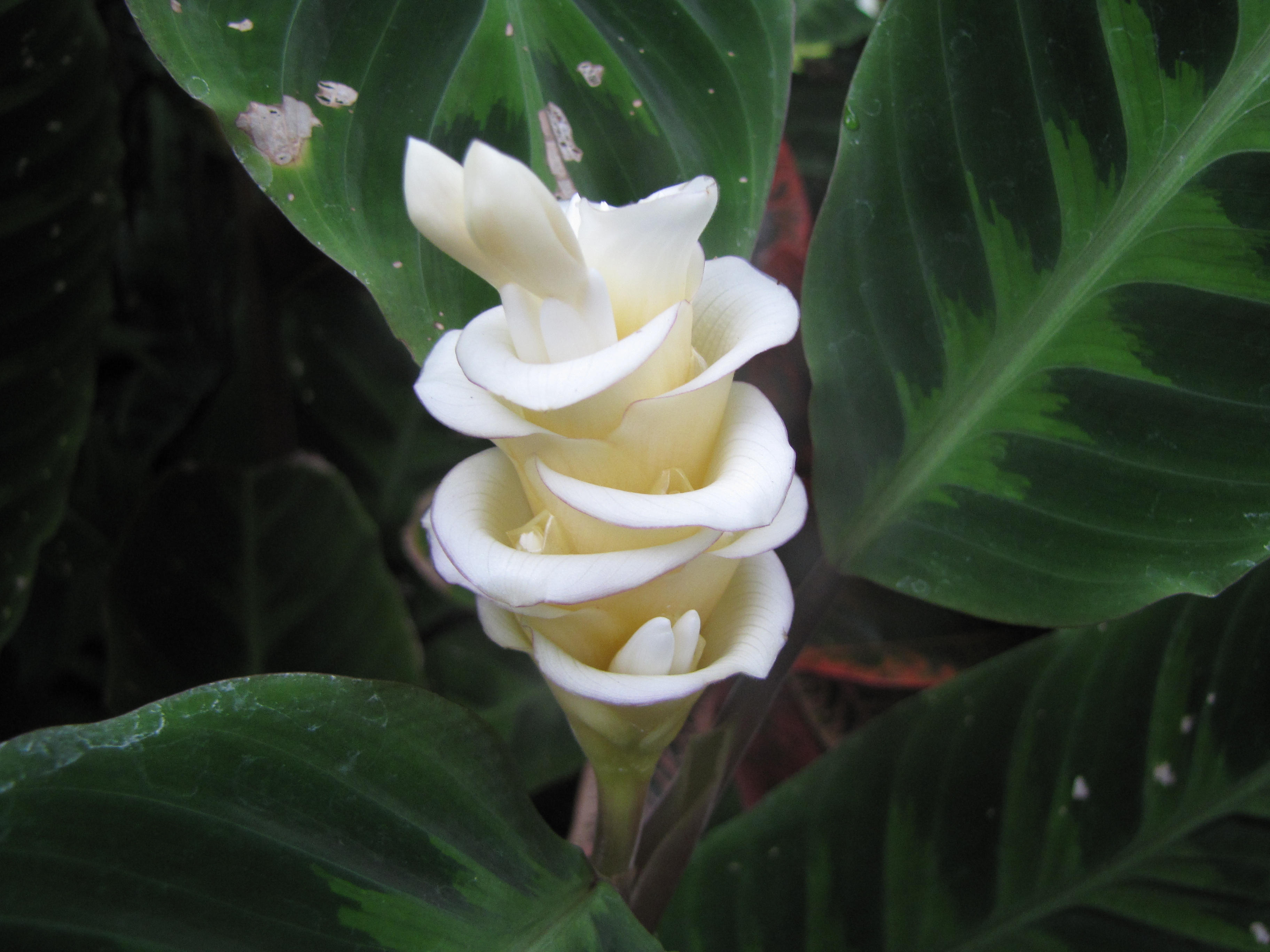
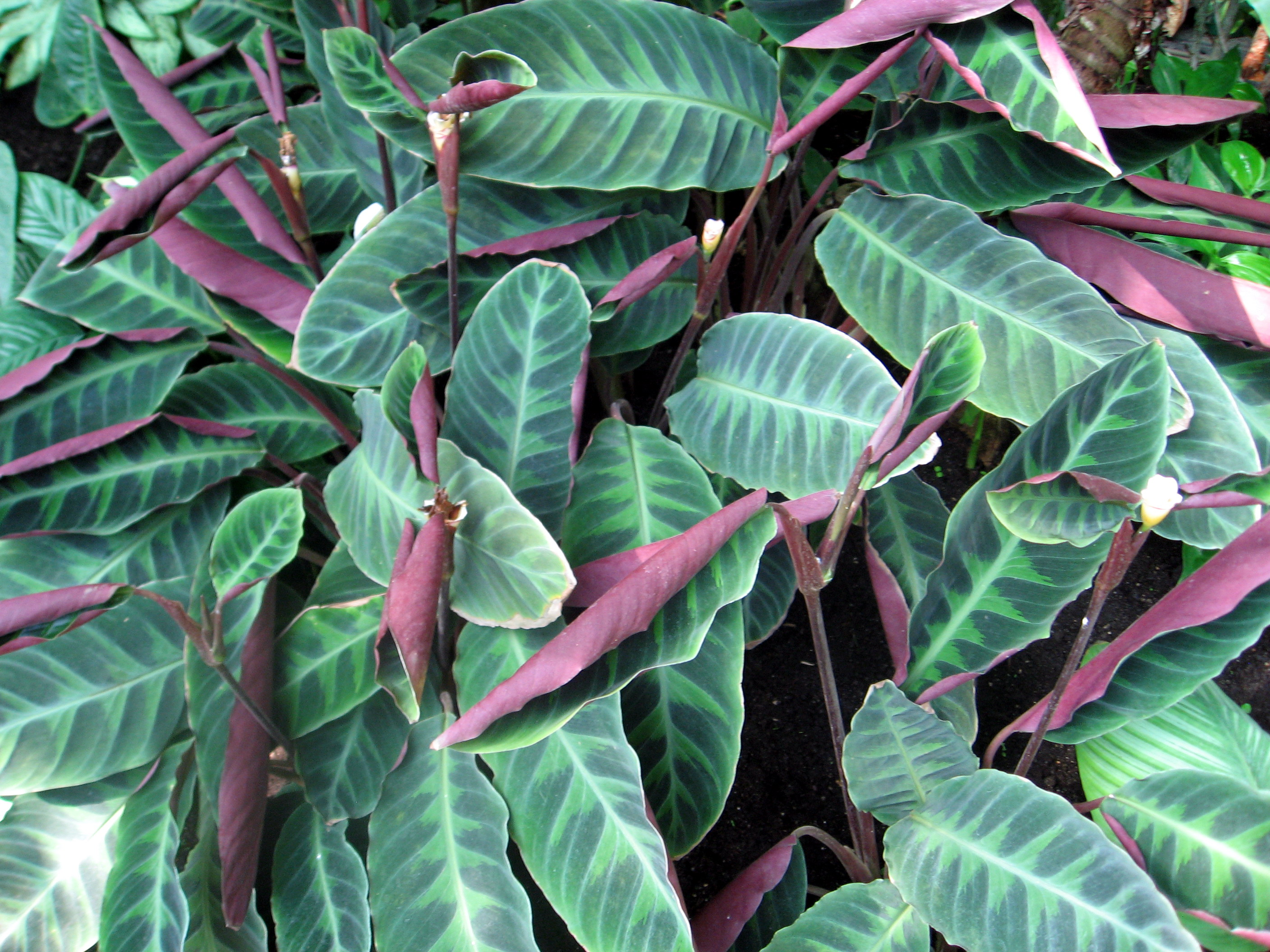